# 凄ノ王
『凄ノ王』（すさのおう）は、永井豪とダイナミックプロによる漫画。『週刊少年マガジン』に連載された。第4回（1980年度）講談社漫画賞少年部門受賞。

## 概要
日本神話をモチーフとし、暴力描写をふんだんに盛り込んだ超能力漫画として、1979年に『週刊少年マガジン』に連載が開始された後、物語が佳境へ入り、主人公の怒りの念が破壊神・凄ノ王を呼び覚まし全世界が壊滅的な打撃を受けたところで連載は終了する。この終了は「未完」と捉える向きがあるが、永井は「当初からストーリーが最大限に拡張したところで終了とするつもりであり、この終わり方は予定通りである。」旨の説明をしている。その後、各誌に続編が不定期に描かれて、メディアミックス展開も図られた。
1982年に永井豪の実兄・泰宇によるノベライズ『凄ノ王伝説』が角川書店から刊行された（#小説を参照）。その後、豪も当時角川書店社長であった角川春樹に乞われ、漫画版の続編『凄ノ王伝説』に着手した。以後1985年から同社の各誌（『バラエティ』『COMICハンマー』『野性時代』『コミックコンプ』）に続編や番外編の漫画が断続的に掲載され、未完ながら単行本にまとめられた。
1996年、オリジナルの発行元である講談社から、『凄ノ王 超完全完結版』（全6巻）が刊行された。これは『少年マガジン』版に、角川書店版の一部を含む約250ページを追加したものである。『超完全完結版』の追加部分は、『凄ノ王伝説』として描かれた角川版とは、発端を同じくするも完全に別の展開を持つ物語となっている。
これに限らず、単行本化のたびに既存部分に描き直しや追加がなされたり、ページ（扉絵を含む）の削除が行われたりしており、各版で異同がある。
なお、一時は『バイオレンスジャック』とこの作品を一体化して終了へ導く案もあった。
1989年には、PCエンジン用RPG『凄ノ王伝説』が発売された。これは『少年マガジン』版のその後の世界を描いている（#ゲームを参照）。

## 少年マガジン版/超完全完結版

### あらすじ

#### 「少年マガジン」版
耳宇（みう）高校1年生・朱紗真悟は、中学からの片思いだった美少女・雪代小百合に誘われるまま超能力クラブに入り、部長である美剣千草、彼女と対立する天才高校生・瓜生麗と知り合う。そんなある日、雪代に誘われるまま人気の無い裏山へ行った朱紗は、気付かずに両想いであった事を彼女から告げられ、“大学を卒業したら結婚して欲しい”と言われる。しかしその直後、二人の後を尾けていた耳宇高校の不良グループ・青沼達により、朱紗は瀕死の状態まで痛めつけられ、雪代は輪姦されてしまう。
二人は瓜生達によって救出されたものの、雪代は「私を捜さないで」という置き手紙だけ残して、朱紗の元を去ってしまう。それを契機に、朱紗の超能力が本格的に発動する。彼は青沼達を血祭りに上げるなどして、町の悪に次々と挑んでいくが、それは耳宇高校を牛耳る部団連合、超能力者集団をリーダーに持つ不良グループ・不死団（ノスフェラトゥ）、そして超能力の巨人を見つけようとする外国人超能力者集団などとの戦いを招いてしまう。
戦いの末、裏で糸を引いていた瓜生の元を訪れた朱紗は、そこで瓜生に命じられるまま奴隷として働く雪代を目撃し、怒りの衝動が抑制できなくなり、超能力の怪物・凄ノ王として覚醒し、暴れ回る。やがて凄ノ王は朱紗の肉体を捨てると、邪悪なエネルギー体の怪物として、高天原（アトランテス）の民の末裔である美剣一族の操る空中戦艦・天浮舟（ラングーン）と激突。その一方で、宇宙からは巨大な生命体・八岐大蛇が地球に向かっていた。
そんな中、魔に取り憑かれた怪物と化した青沼は、無人の町を放浪する中、身一つで立ち上がった朱紗に出会うのだった。

#### 「超完全完結版」での追加エピローグ
凄ノ王の波動から辛くも生き残った瓜生と雪代は、自分達が日本神話におけるスサノオノミコトが魔と対峙するきっかけを作ったアマテラスやアメノタヂカラオとならなければならないと信じ、朱紗を追う。一方、天浮舟は多大な犠牲を払いながらも、凄ノ王の消滅に成功する。そして朱紗は、朱紗一族の様々な協力や出会いなどを経て、英雄王真神（スサノ・オウノ・ミコト）として成長し、瓜生達の前に姿を現わす。

### 登場人物
朱紗 真悟（すさ しんご）
主人公。軽い超能力を覚醒させてはいたが、平凡な高校生だった。雪代輪姦事件を契機に、別人のように生まれ変わり、超能力と暴力の巨人と化していく。
雪代 小百合（ゆきしろ さゆり）
父親が経営していた会社を瓜生に乗っ取られたことにより、彼の奴隷となり、朱紗の超能力を目覚めさせる道具にされるが、それでも朱紗を思う気持ちと優しさを失わない少女。
美剣 千草（みつるぎ ちぐさ）
耳宇高校・超能力クラブ部長。代々、凄ノ王との戦いに備えていた美剣一族の娘。永井の別作品『イヤハヤ南友』登場の「イヤハヤ十人衆」そっくりの部下（実は千草のクローン）を持つ。その正体は高天原の一族の血を引く、摩利支天の生まれ変わり。
瓜生 麗（うりゅう れい）
高校生ながら個人で会社や不動産を持つ、耳宇高校開校以来の天才児。美剣千草とは浅からぬ因縁を持ち、敵対する。凄ノ王を復活させて人類を滅ぼし、選ばれた者（＝超能力者）だけの新世界を作ろうと計画していた。テレパシー、テレキネシス、テレポーテーション、空中浮揚はおろか、自身の体を女にしてみたり、戦国時代まで時間旅行をして来たりと、多彩で強力な超能力の持ち主。
合田（ごうだ）
正義感に溢れたボクシング部主将。部団連合の命を受けて朱紗とボクシングの試合をするが、その後は朱紗と友人になり、反部団連合の同志となる。
佐々木 剣道（ささき けんどう）
剣道部主将。その正体は、瓜生によって現代に連れて来られた戦国時代の無名の剣豪。手にした武器に念動力を纏わせることで竹刀や木刀はおろか、竹竿でも斬ることが可能となる「超殺人剣」を操るが身堂との勝負に負けたことで能力を喪失。戦国時代に再び戻される。
身堂 竜馬（みどう たつま）
剣道部副主将。部団連合のやり方に反抗し、朱紗の味方になる。『ガクエン退屈男』、『バイオレンスジャック』のメインキャラクター。
九頭木 剛（くずき ごう）
部団連合を統括する謎の超能力者。実は瓜生麗が超能力で操っていた人形であることが判明。
カーミラ
不死団を率いる強力な超能力を持つ金髪女性。その正体は瓜生麗が変身能力で化けていたものであった。
茂坂（もさか）
通称「モサ」「モサ公」。本名は茂坂好次。朱紗の同級生で悪友。朱紗の秘められた能力を早くから見抜き、同級生の彼を「兄貴」と呼ぶ。瓜生によって透視能力を開花させる。
黒田ミコ（くろだミコ）
通称、黒猫のミーコ。瓜生の配下の、気さくで可愛らしい性格の少女。体操部部員。万引き少女を自称するだけあり、物品を取り寄せるアポーツを有する。最初は真悟に好意を持っていたが、いつの間にかモサと付き合うようになるが、真悟が変身した凄ノ王から逃走する際、強風に煽られ街灯に頭を打ち死亡する。『デビルマン』の「デビルマン軍団」から持って来たキャラクター。
青沼（あおぬま）
モヒカン刈りの不良高校生。兄貴分の串田から女の世話を頼まれたのをきっかけに、スケコマシの安と共に雪代輪姦事件を引き起こす。その後、様々な形で朱紗の前に姿を現す。
スケコマシの安（スケコマシのやす）
無類の女好き。串田の要求する女の調達係として、クラスの女を多数騙していたらしい。ボクシング部部員。雪代を襲った件は不死団の命令だと自白するが、その直後に謎の首吊り自殺を遂げる。（単行本では安村となっているが、小説版では安田となっている）
その他・青沼グループ
空手使いの戸村、ピグ、カマチなど。彼らの兄貴分に串田がいる。
樫村（かしむら）
瓜生に心酔して腹心として働く耳宇高校の不良。暴力的で言動が粗暴だが、気さくな一面も見せる。超能力サイキッカル・バリヤーを持つが、合田のパンチを防ぐほどの強いものではないらしい。「赤シャツ」とも呼ばれていた。
朱紗一族
朱紗の父親の英介、母親の和子、姉・涼子、叔母・光子、真弓など。朱紗の正体については以前から知っていたらしく、彼の言動に日頃から注意をしており、凄ノ王覚醒後は事態の収拾に奔走する。真弓は魔物に犯されながらも真悟の許へ辿り着いた後、彼と融合し覚醒の切っ掛けとなった。
和子はほぼ当初から真悟の超能力を見抜いており、涼子は全く知らなかったようである。光子は加筆分に登場している。英介については新聞社勤務となっている。

## 未完
永井豪によると「ストーリーを最大限にスケールアップできたところで、未完のままで終わらせたい」とのことで、あの展開と結末は当初からの予定であり、編集部の了承済みのものであると説明している。
後に石川賢が国枝史郎の未完の小説『神州纐纈城』を漫画化した際、永井豪が単行本あとがきを寄せているがその中で、未完の作品は面白い、影響を受けて『凄ノ王』を執筆した、という主旨のコメントをしている。

## 角川書店版
『凄ノ王伝説・火神子』『新・凄ノ王』『凄ノ王伝説・闇の魔人編』『凄ノ王伝説外伝』などが散発的に発表される。

### 「凄ノ王伝説・火神子」あらすじ
葛城ゆかは平凡で目立たない女子高生だったが、ある日教師に襲われているところを盗撮されて、そのネタを元に脅迫され、青沼グループに輪姦されそうになる。その時、謎の転校生・炎火神子が現れ、ゆかの正体は朱紗真悟である事を告げる。
そして覚醒した朱紗は、凄ノ王によって暴力と性の嵐が吹き荒れる、荒廃した現実の世界へ歩き出すのだった。

### 登場人物
葛城 ゆか（かつらぎ ゆか）
平凡で目立たない女子高生。その正体は現実から目を背けんと心を閉ざしていた朱紗である。幼いころから周囲の男に性的な虐待を受けている（という記憶を持っている。）が、それは自分のために輪姦された雪代に対する罪悪感からであった。
炎 火神子（ほむら ひみこ）
心を閉ざしていたゆかを覚醒させるために、瓜生が化けていた転校生。
青沼
「魔」に憑りつかれた状態で出会った朱紗に戦いを挑むが、「魔」を抜き取られる。正気に戻ってもなお、かつての行いの責任を他者に転嫁してたが、朱紗によって姿をネズミに変えられ、善行を積めば人間に戻れると言い渡される。それからは人助けに奔走し、人間に戻った時には以前とは比べようもない善人となる。その後は旅のしながら出会った難民を助けていたが、過去の記憶をなくした朱紗に再会し、真っ当な人間になれたと感謝の言葉を述べた。
身堂竜馬
凄ノ王による「大破壊」を生き延び、目覚めた超能力の剣で魔物と戦いながら門土やつばさと出会う。
早乙女門土、錦織つばさ
「魔」に侵され魔物だらけとなった世界でゲリラ「門土軍団」を率いるリーダー・門土と、同様に魔物と戦う少女。

## 小説
永井豪の実兄、永井泰宇による小説『凄ノ王伝説』が、角川書店から刊行された（カドカワノベルズ、全12巻、1982年 - 1987年）。最初の5巻は『少年マガジン』連載版のノベライズであるが、6巻以降では独自の展開を見せる。なお、『少年マガジン』連載版の続編としては、このノベライズ版『凄ノ王伝説』が漫画での続編に先行して発表されている。
通称「ミュータント高校」と呼ばれる「耳宇高校」は、小説では「盟府高校」と改名されている（めいふタント高校から、通称が「ミュータント高校」と呼ばれているのは同じ）。学校のある町は「天尾市」表記で読みが“ゴールデン・シティ”。

## ゲーム
凄ノ王伝説
1989年4月27日にハドソンから発売されたPCエンジン用HuCARDのRPG。タイアップで『コミックコンプ』の1989年5月号と6月号に永井豪が『凄ノ王伝説外伝』を描いた。
自分自身から分離して荒廃した世界を支配する3体の魔神「海の凄ノ王」「山の凄ノ王」「空の凄ノ王」を倒すべく戦う朱紗真悟の戦いを描く。最終ボスは八岐大蛇。基本的に最大3人パーティーにまで増やせる。仲間は酒場で雇うことが出来るが、最終的には瓜生や雪代が仲間となり、凄ノ王を倒す。隠れキャラで合田や身堂や美剣などが登場し、バイオレンスジャックなどに似たキャラクターなども用意されるなどのお遊びも用意されていた。本作はゲームデザインおよびプログラムを岩崎啓眞が担当し、音楽は阿部隆人が担当していた。
永井豪の凄ノ王超能力ゲーム
エポック社から発売されたボードゲーム。

## 書誌情報
| 巻数 | 発行日     | ISBN          |
| ---- | ---------- | ------------- |
| 1    | 1980年1月  | 4-06-172644-7 |
| 2    | 1980年1月  | 4-06-172645-5 |
| 3    | 1980年2月  | 4-06-172649-8 |
| 4    | 1980年5月  | 4-06-172665-X |
| 5    | 1980年7月  | 4-06-172678-1 |
| 6    | 1980年10月 | 4-06-172694-3 |
| 7    | 1980年11月 | 4-06-172701-X |
| 8    | 1981年3月  | 4-06-172737-0 |
| 9    | 1981年5月  | 4-06-172744-3 |

| 巻数 | 副題         | 発売日         | ISBN          | 発売日         | ISBN          |
| ---- | ------------ | -------------- | ------------- | -------------- | ------------- |
| 1    | 魔神誕生     | 1982年10月15日 | 4-04-774001-2 | 1988年10月24日 | 4-04-157751-9 |
| 2    | 超能力の嵐   | 1983年2月17日  | 4-04-774002-0 | 1988年12月16日 | 4-04-157752-7 |
| 3    | 女王の罠     | 1983年6月17日  | 4-04-774003-9 | 1989年1月31日  | 4-04-157753-5 |
| 4    | 魔の挑戦者   | 1983年10月17日 | 4-04-774004-7 | 1989年4月20日  | 4-04-157754-3 |
| 5    | 凄ノ王出現   | 1984年3月16日  | 4-04-774005-5 | 1989年6月20日  | 4-04-157755-1 |
| 6    | 獣人魔王     | 1984年10月18日 | 4-04-774006-3 | 1989年9月1日   | 4-04-157756-X |
| 7    | 暴力列島     | 1985年4月11日  | 4-04-774007-1 | 1989年10月19日 | 4-04-157757-8 |
| 8    | 天魔襲来     | 1985年11月15日 | 4-04-774008-X | 1989年12月13日 | 4-04-157758-6 |
| 9    | 地底の女神   | 1986年3月17日  | 4-04-774009-8 | 1990年2月16日  | 4-04-157759-4 |
| 10   | 太古の決戦   | 1986年11月17日 | 4-04-774010-1 | 1990年4月17日  | 4-04-157760-8 |
| 11   | 飛翔への序奏 | 1987年5月15日  | 4-04-774011-X | 1990年6月20日  | 4-04-157761-6 |
| 12   | 蒼球の彼方に | 1987年10月16日 | 4-04-774012-8 | 1990年8月21日  | 4-04-157762-4 |

| 巻数 | 副題                 | 発売日         | ISBN          |
| ---- | -------------------- | -------------- | ------------- |
| 1    | サイキック学園       | 1985年7月31日  | 4-04-921001-0 |
| 2    | 超能力ジャイアント   | 1985年8月29日  | 4-04-921002-9 |
| 3    | ＥＳＰファイター     | 1985年9月30日  | 4-04-921003-7 |
| 4    | テレキネシス剣士     | 1985年10月25日 | 4-04-921004-5 |
| 5    | バイオレンスストーム | 1985年11月29日 | 4-04-921005-3 |
| 6    | 闇の魔神             | 1989年11月27日 | 4-04-921030-4 |
| 7    | 魍魎の荒野           | 1990年8月28日  | 4-04-921031-2 |

| 巻数 | 発行日         | ISBN          |
| ---- | -------------- | ------------- |
| 1    | 1996年6月21日  | 4-06-329010-7 |
| 2    | 1996年7月23日  | 4-06-329011-5 |
| 3    | 1996年8月23日  | 4-06-329012-3 |
| 4    | 1996年9月20日  | 4-06-329013-1 |
| 5    | 1996年10月23日 | 4-06-329014-X |
| 6    | 1996年11月22日 | 4-06-329015-8 |

| 巻数 | 発行日     | ISBN          |
| ---- | ---------- | ------------- |
| 1    | 2000年11月 | 4-06-260855-3 |
| 2    | 2000年11月 | 4-06-260856-1 |
| 3    | 2000年12月 | 4-06-260877-4 |
| 4    | 2000年12月 | 4-06-260878-2 |
| 5    | 2001年1月  | 4-06-260886-3 |
| 6    | 2001年1月  | 4-06-260887-1 |

| 巻数 | 発売日         | ISBN              |
| ---- | -------------- | ----------------- |
| 1    | 2021年12月24日 | 978-4-8354-5846-5 |
| 2    | 2022年1月21日  | 978-4-8354-5847-2 |
| 3    | 2022年2月28日  | 978-4-8354-5848-9 |
| 4    | 2022年3月23日  | 978-4-8354-5849-6 |

| 発売日        | ISBN              |
| ------------- | ----------------- |
| 2022年4月26日 | 978-4-8354-5871-7 |

## その他
- 主人公が所属する超能力クラブには、永井の友人であるSF作家・小松左京や永井豪ファンクラブ会長の顔も散見できる。